# Ivan Miljković

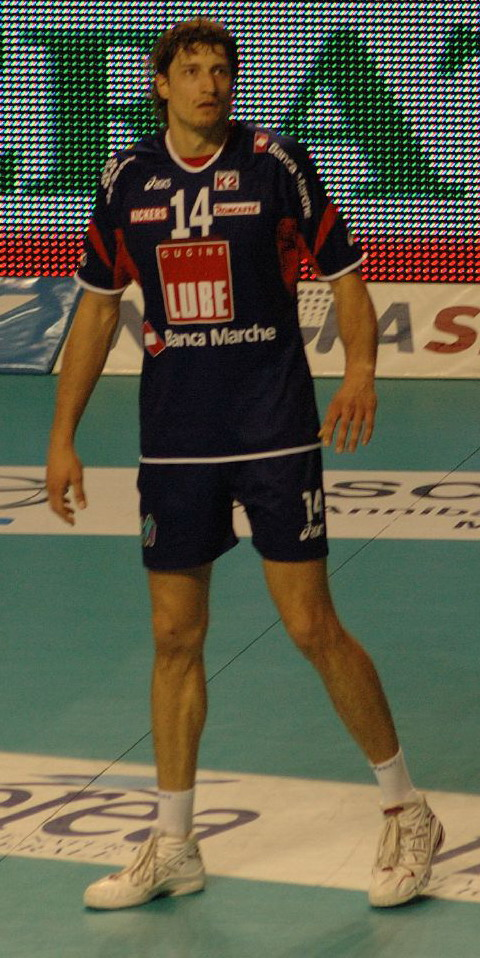
Ivan Miljković

Ivan Miljković (kyrillisch Иван Милјковић; * 13. September 1979 in Niš, Jugoslawien) ist ein ehemaliger serbischer Volleyballspieler. Er wurde als einer der besten Angreifer der Welt betrachtet.

## Vereine
Von 1997 bis 2000 spielte Miljković bei Partizan Belgrad. Nach drei Jahren bei Partizan Belgrad, wechselte er zu Lube Macerata in Italien. Dort spielte er sieben Jahre lang und wechselte 2007 zu M. Roma Volley. Von 2008 bis 2010 spielte er in Griechenland bei Olympiakos Piräus. Von 2010 bis 2015 war er bei Fenerbahçe Istanbul in der Türkei aktiv. 2015 kehrte er für ein Jahr nach Lube Macerata zurück. Von 2016 bis 2017 beendete Miljković seine Karriere mit seiner letzten Saison bei Halkbank Ankara.
| Klub               | Land           | Von  | Bis  |
| Partizan Belgrad   | BR Jugoslawien | 1997 | 2000 |
| Lube Macerata      | Italien        | 2000 | 2007 |
| M. Roma Volley     | Italien        | 2007 | 2008 |
| Olympiakos Piräus  | Griechenland   | 2008 | 2010 |
| Fenerbahçe Grundig | Türkei         | 2010 | 2015 |
| Lube Macerata      | Italien        | 2015 | 2016 |
| Halkbank Ankara    | Türkei         | 2016 | 2017 |

## Nationalmannschaft
Mit der Nationalmannschaft Serbiens (bis 2002 Jugoslawien, 2003 bis 2006 Serbien und Montenegro) gewann Ivan Miljković viele Medaillen. Bei den Olympischen Spielen 2000 in Sydney gewann er die Goldmedaille. Im nächsten Jahr wurde er in Tschechien Europameister. Bei den beiden Weltligen 2002 und 2004 gewann er jeweils die Bronzemedaille, und bei den beiden Weltligen 2003 und 2005 jeweils die Silbermedaille. 2005 und 2007 bei der EM gewann er jeweils die Bronzemedaille. Bei den beiden Weltligen 2008 und 2009 gewann er jeweils die Silbermedaille, und bei der Weltliga 2010 die Bronzemedaille. 2010 errang er außerdem die Bronzemedaille bei der Weltmeisterschaft in Italien. 2011 wurde er in Tschechien und Österreich erneut Europameister. Ivan Miljković wurde vielfach bei großen Turnieren als „Wertvollster Spieler“, „Bester Angreifer“ bzw. „Bester Scorer“ ausgezeichnet.

## Medaillen
Im Verein:
- Champions Leaguesieger – 2002
- Italienischer Pokalsieger – 2001, 2003
- Griechischer Pokalsieger – 2009
- Griechischer Meister – 2009, 2010
- CEV-Pokalsieger – 2001, 2005, 2006, 2008, 2014

Mit der Nationalmannschaft:
- Olympische Spiele – Gold 2000
- Weltmeisterschaft – Silber 1998

Bronze 2010
- Europameisterschaft – Bronze 1999,

Gold 2001, Bronze 2005, Bronze 2007, Gold 2011
- Weltliga – Bronze 2002, Silber 2003, Bronze 2004, Silber 2005, Silber 2008, Silber 2009, Bronze 2010

| Personendaten    | Personendaten                |
| ---------------- | ---------------------------- |
| NAME             | Miljković, Ivan              |
| KURZBESCHREIBUNG | serbischer Volleyballspieler |
| GEBURTSDATUM     | 13. September 1979           |
| GEBURTSORT       | Niš, Serbien                 |